# Zdenka Bergrová

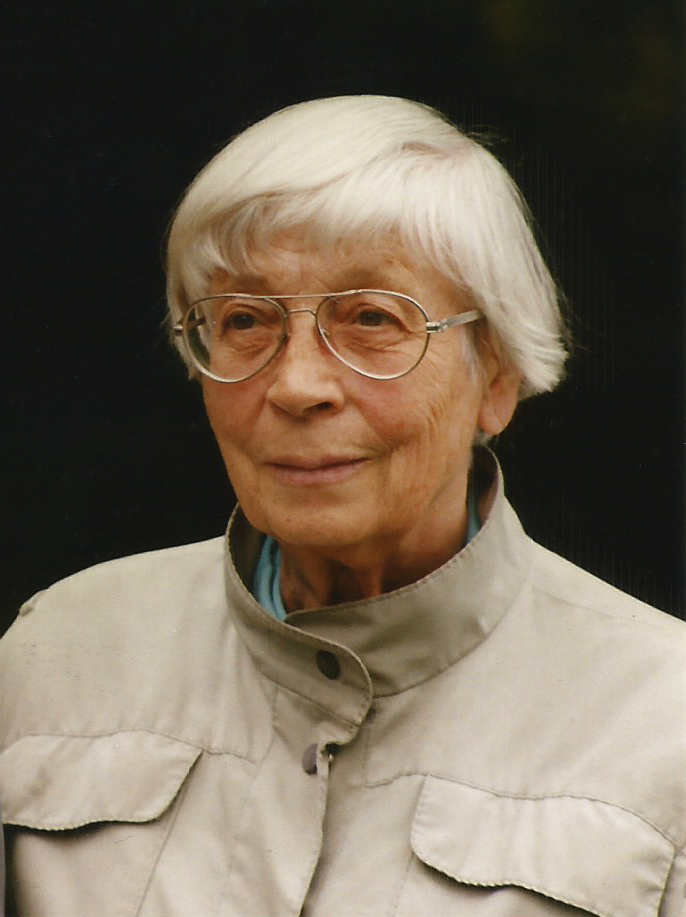
Zdenka Bergrová

Zdenka Bergrová (geborene Vovsová; * 10. März 1923 in Prag; † 22. Mai 2008 ebenda) war eine tschechische Dichterin und Übersetzerin russischer Literatur. Ihr Mann ist der Künstler Věroslav Berger.

## Leben
Sie machte ihr Abitur 1942 auf dem Realgymnasium, absolvierte die Mittlere Literarschule in Prager Clementinum und war bis Ende des Krieges im Rudolfinum eingesetzt, als dort die Bücher in Verstecke gebracht wurden. Für ihre Beteiligung am Widerstand gegen die Nazis erhielt sie 1945 einen Orden. Ab dem Sommersemester 1945 studierte sie an der Karlsuniversität tschechische und russische Literatur. 1949 wurde ihre Dissertation nicht anerkannt, da sie es verweigerte, Wladimir Korolenko als einen tapferen und gerechten Revolutionär zu bezeichnen.

## Werke
Juli 1945 erschien ihr erstes Gedicht in der Zeitung Junge Front (Mladá Fronta) und gewann bei einem Jugendwettbewerb den ersten Preis für das Schauspiel Das Lebkuchenhaus (Perníková chaloupka ve verších), welches im Maňáskovo Theater aufgeführt wurde. Seit 1949 übersetzte sie Gedichte von Puschkin, Lermontov, Nikolai Alexejewitsch Nekrassow, Taras Schewtschenko, Jessenin und Pasternak. Seit 1990 veröffentlichte sie eigene Gedichte sowie eine Märchensammlung.

## Preise
Auszeichnung und Diplom des Europäischen Kreises Franz Kafka, Praha 1999. Sie ist im Who is Who der tschechischen Presseagentur geführt, in Ukraine in der literarischen Enzyklopädie, in der Who’s Who in the World Edition 2000 sowie Outstanding People, Cambridge, England.

## Mitgliedschaften
- Obec spisovatelů (Tschechischer Schriftstellerverband)